# Mimorsidis yaeyamensis
Mimorsidis yaeyamensis là một loài bọ cánh cứng trong họ Cerambycidae.